# Majak Charków
Majak Charków (ukr. ФК «Маяк» Харків) – ukraiński klub piłkarski z siedzibą w mieście Charków, w północno-wschodniej części kraju, grający w sezonie 1992 w rozgrywkach ukraińskiej Drugiej ligi.

## Historia
Chronologia nazw:
- 1958: Majak Charków (ukr. «Маяк» Харків, ros. «Маяк» Харьков)
- 1992: Olimpik Charków (ukr. ФК «Олімпік» Харків)
- 07.1993: Jupiter Charków (ukr. ФК «Юпітер» Харків)
- 1995: Olimpik Charków (ukr. ФК «Олімпік» Харків)
- 2002: Majak Charków (ukr. «Маяк» Харків)

Piłkarska drużyna Majak została założona w Charkowie w 1958 roku i reprezentowała miejscową Fabrykę im. Tarasa Szewczenki, produkująca elektronikę wojskową i sprzęt elektryczny gospodarstwa domowego. Wcześniej do wybuchu II wojny światowej w zakładzie funkcjonowała drużyna, która nazywała się "ORK", "KOR", "Zawod im. Szewczenka". Od 1958 roku drużyna zaczyna grać w mistrzostwach miasta. W 1959 roku klub stał się jednym z najsilniejszych w mieście, a następnie grał w pierwszej i wyższej ligach mistrzostw obwodu. W 1968 po raz pierwszy zdobył mistrzostwo obwodu. Następnie dwukrotnie był o krok do awansu do rozgrywek ogólnokrajowych, zajmując pierwsze miejsce w turnieju finałowym mistrzostw Ukraińskiej SRR wśród drużyn kultury fizycznej 1969 oraz drugie miejsce w grupie 5. W 1971 był trzecim w turnieju finałowym, ale uzyskał promocję do rozgrywek na szczeblu zawodowym.
W 1972 zespół debiutował w Drugiej Lidze, strefie 1 Mistrzostw ZSRR. Jednak po 2 kolejkach zrezygnował z dalszych występów w rozgrywkach ogólnokrajowych i przez następne 10 lat grał w mistrzostwach Ukraińskiej SRR wśród drużyn kultury fizycznej, utrzymując tam czołową pozycję. W 1981 roku klub uzyskał tytuł mistrza Ukraińskiej SRR i w 1982 ponownie startował w Drugiej Lidze, strefie 6, w której występował do 1989. Z biegiem czasu w mistrzostwach miasta brała udział druga drużyna klubu o tej samej nazwie.
W 1990 występował w Drugiej Niższej Lidze, strefie 1, w następnym 1991 zajął w niej ostatnie 26. miejsce i spadł z rozgrywek profesjonalnych.
W latach 1989-1991 klub kilkakrotnie zmieniał właściciela – przenosząc się albo do Zakładów Linowych, albo do Obwodowej Komisji Sportu. Na początku 1991 roku zespół został przeniesiony do bilansu Szkoły Rezerwy Olimpijskiej, w związku z czym zmienił nazwę na Olimpik.
Formalnie nazwę "Majak" zachowała druga drużyna, która pod klubową nazwą rywalizowała w mistrzostwach miasta i jak na początku należała do Fabryki im. Tarasa Szewczenki, występując na stadionie Majak.
Z rozpoczęciem Mistrzostw Ukrainy klub startował w Przejściowej Lidze, podgrupie 1. W sezonie 1992/93 zajął 14. miejsce Przejściowej Lidze, jednak z powodu braku funduszy w następnym sezonie zrezygnował z dalszych występów w Przejściowej Lidze.
W lipcu 1993 klub przyjął nazwę Jupiter i potem przez 2 sezony występował w mistrzostwach Ukrainy wśród amatorów. Latem 1995 wrócił do nazwy Olimpik i brał udział tylko w rozgrywkach lokalnych. W 2001 po raz ostatni startował też w mistrzostwach Ukrainy wśród amatorów.
Od początku XXI wieku Fabryka im. Tarasa Szewczenki przeżywała kryzys finansowy, reorganizując i sprzedając swoje terytoria, ale grupa działaczy sportowych, niemal wyłącznie z entuzjazmem, kontynuowała tradycję klubu piłkarskiego, w niektórych latach uzyskując wsparcie ze strony komitetu wykonawczego obwodu. W ciągu ostatnich kilku lat klub Majak brał udział niemal we wszystkich sezonach mistrzostw miasta Charkowa, kilka sezonów opuścił z powodu problemów organizacyjnych. W 2014 roku zdobył brązowe medale mistrzostw miasta.

## Sukcesy
- Wtoraja Liga Mistrzostw ZSRR:
  - 8.miejsce (1x): 1986 (strefa 6, grupa 1).
- Perechidna Liha Mistrzostw Ukrainy:
  - 6.miejsce (1x): 1992 (podgrupa 1).
- Mistrzostwa Ukraińskiej SRR wśród drużyn kultury fizycznej:
  - mistrz (1x): 1981
  - wicemistrz (3x): 1969, 1989, 1990
  - brązowy medalista (1x): 1971.
- Puchar Ukraińskiej SRR wśród drużyn kultury fizycznej:
  - finalista (1x): 1978.
- Mistrzostwa obwodu charkowskiego:
  - mistrz (4x): 1967, 1968, 1969, 1970.
  - wicemistrz (1x): 1988.
- Puchar obwodu charkowskiego:
  - zdobywca (8x): 1971, 1975, 1977, 1979, 1981, 1985, 1986, 1987.
- Mistrzostwa Charkowa:
  - brązowy medalista (1x): 2014.

## Inne
- Metalist Charków